# Фюлен (комуна)
Фюлен (люксемб. Feelen, фр. Feulen, нім. Feulen) — комуна Люксембургу. Входить до складу кантону Дикірх в окрузі Дикірх.

## Географія
Площа території комуни становить 22,76 км² (41-е місце за цим показником серед 116 комун Люксембургу).
Висота найвищої точки комуни над рівнем моря складає 488 метрів (29-е місце за цим показником серед комун країни), найнижчої — 259 метрів (69-е місце).

## Демографія
Станом на 2011 рік на території комуни мешкало 1 574 ос.
Динаміка чисельності населення:

## Адміністративний поділ
До складу комуни входять такі поселення:
| Поселення  | Населення за даними переписів: | Населення за даними переписів: | Населення за даними переписів: |
| Поселення  | на 31.03.1981                  | на 01.03.1991                  | на 15.02.2001                  |
| ---------- | ------------------------------ | ------------------------------ | ------------------------------ |
| Нідерфюлен | 718                            | 871                            | 1 092                          |
| Оберфюлен  | 284                            | 298                            | 277                            |